# Lactococcus lactis
Lactococcus lactis é uma bactéria Gram-positiva usada extensivamente na produção de leitelho e queijo, mas também se tornou famoso como o primeiro organismo geneticamente modificado a ser usado vivo para o tratamento de doenças humanas. As células de L. lactis são cocos que se agrupam em pares e cadeias curtas e, dependendo das condições de crescimento, aparecem ovóides com um comprimento típico de 0,5 - 1,5 um . L. lactis não produz esporos (não esporulados) e não são móveis (não móveis). Eles têm um metabolismo homofermentativo, o que significa que eles produzem ácido lático a partir de açúcares. Eles também foram relatados para produzir ácido L -(+)- láctico exclusivo. No entanto, relataram que o ácido D -(−)-láctico pode ser produzido quando cultivado em pH baixo. A capacidade de produzir ácido lático é uma das razões pelas quais L. lactis é um dos microrganismos mais importantes na indústria de laticínios. Com base em sua história na fermentação de alimentos, L. lactis tem geralmente reconhecido o status de seguro (GRAS), com poucos relatos de caso de ser um patógeno oportunista.
Lactococcus lactis é de importância crucial para a fabricação de produtos lácteos, como leitelho e queijos. Quando L. lactis ssp. lactis é adicionada ao leite, a bactéria utiliza enzimas para produzir moléculas de energia (ATP), a partir da lactose. O subproduto da produção de energia ATP é o ácido lático. O ácido lático produzido pela bactéria coagula o leite, que então se separa para formar a coalhada que é usada para produzir queijo. Outros usos que foram relatados para esta bactéria incluem a produção de vegetais em conserva, cerveja ou vinho, alguns pães e outros alimentos fermentados como kefir de leite de soja, leitelho e outros. L. lactis é uma das bactérias Gram positivas de baixo GC mais bem caracterizadas com conhecimento detalhado sobre genética, metabolismo e biodiversidade.
L. lactis é isolado principalmente do ambiente de laticínios ou de material vegetal. Sugere-se que os isolados de laticínios evoluíram de isolados de plantas por meio de um processo no qual genes sem benefício no leite rico foram perdidos ou regulados negativamente. Esse processo, também chamado de erosão do genoma ou evolução redutiva, também é descrito em várias outras bactérias lácticas. A transição proposta da planta para o ambiente leiteiro foi reproduzida em laboratório por meio da evolução experimental de um isolado de planta que foi cultivado em leite por um período prolongado. Consistente com os resultados da genómica comparativa (ver referências acima) isto resultou na perda ou regulação negativa de genes de L. lactis que são dispensáveis no leite e na regulação positiva do transporte peptídico.
Centenas de novos pequenos RNAs foram identificados por Meulen et al. no genoma de L. lactis MG1363. Um deles: LLnc147, mostrou estar envolvido na absorção e metabolismo de carbono.

## Produção de queijo
L. lactis subsp. lactis (anteriormente Streptococcus lactis) é usado nos estágios iniciais para a produção de muitos queijos, incluindo brie, camembert, cheddar, colby, gruyère, parmesão e roquefort. A Assembléia estadual de Wisconsin, também o estado produtor de queijo número um nos Estados Unidos, votou em 2010 para nomear esta bactéria como o micróbio oficial do estado; teria sido a primeira e única designação por uma legislatura estadual no país, porém a legislação não foi adotada pelo Senado. A legislação foi introduzida em novembro de 2009 como Projeto de Lei 556 da Assembleia pelos representantes Hebl, Vruwink, Williams, Pasch, Danou e Fields; foi co-patrocinado pelo senador Taylor. O projeto de lei foi aprovado na Assembleia em 15 de maio de 2010 e foi retirado pelo Senado em 28 de abril.
O uso de L. lactis em fábricas de laticínios não é isento de problemas. Bacteriófagos específicos para L. lactis causam perdas econômicas significativas a cada ano, impedindo que as bactérias metabolizem completamente o substrato lácteo. Vários estudos epidemiológicos mostraram que os fagos principais responsáveis por essas perdas são das espécies 936, c2 e P335 (todos da família Siphoviridae).

## Benefícios terapêuticos
A viabilidade do uso de bactérias do ácido lático (LAB) como vetores de entrega de proteínas funcionais tem sido amplamente investigada. Lactococcus lactis demonstrou ser um candidato promissor para a entrega de proteínas funcionais devido às suas características não invasivas e não patogênicas. Muitos sistemas de expressão diferentes de L. lactis foram desenvolvidos e usados para a expressão de proteínas heterólogas.
Fermentação da lactose No estudo de Shuichi Nakamura, Yusuke V. Marimoto e Seishi Kudo, eles procuraram provar que alguma fermentação produzida por L. lactis pode prejudicar a motilidade em bactérias patogênicas. As motilidades das cepas de Pseudomonas, Vibrio e Leptospira também foram severamente prejudicadas pela utilização de lactose por L. lactis.
Usando a Salmonella flagelar como grupo experimental, a equipe de Nakamura descobriu que um produto da fermentação da lactose é a causa do comprometimento da motilidade em Salmonella. Sugere-se que o sobrenadante de L. lactis afete principalmente a motilidade de Salmonella por meio de perturbação da rotação flagelar, mas não por danos irreversíveis contra morfologias e fisiologias. A fermentação da lactose por L. lactis produz acetato que reduz o pH intracelular de Salmonella, que por sua vez retarda a rotação de seus flagelos. Esses resultados destacam o uso potencial de L. lactis na prevenção de infecções por múltiplas espécies bacterianas.
Secreção de interleucina-10 L. lactis geneticamente modificada pode secretar a citocina interleucina-10 (IL-10) para o tratamento de doenças inflamatórias intestinais (DII), uma vez que a IL-10 tem um papel central na regulação negativa das cascatas inflamatórias e da matriz metaloproteinases. Um estudo de Lothar Steidler e Wolfgang Hans mostra que esta síntese in situ de IL-10 por L. lactis geneticamente modificada requer doses muito mais baixas do que tratamentos sistêmicos como anticorpos para fator de necrose tumoral (TNF) ou IL-10 de recombinação.
Os autores propõem duas possíveis rotas pelas quais a IL-10 pode atingir seu alvo terapêutico. A L. lactis geneticamente modificada pode produzir IL-10 murina no lúmen, e a proteína pode se difundir para células responsivas no epitélio ou na lâmina própria. Outra rota envolve a captura de L. lactis pelas células M devido ao seu tamanho e forma bacteriana, e a maior parte do efeito pode ser devido à produção de IL-10 recombinante in situ no tecido linfóide intestinal. Ambas as vias podem envolver mecanismos de transporte paracelular que são intensificados na inflamação. Após o transporte, a IL-10 pode regular diretamente a inflamação. Em princípio, este método pode ser útil para entrega intestinal de outras proteínas terapêuticas que são instáveis ou difíceis de produzir em grandes quantidades e uma alternativa ao tratamento sistêmico da DII.
Supressor tumoral através do peptídeo inibidor de metástase tumoral KISS1 Outro estudo, liderado por Zhang B, criou uma cepa de L. lactis que mantém um plasmídeo contendo um peptídeo inibidor de metástase tumoral conhecido como KISS1. L. lactis NZ9000 demonstrou ser uma fábrica de células para a secreção da proteína KiSS1 biologicamente ativa, exercendo efeitos de inibição em células HT-29 de câncer colorretal humano.
O KiSS1 secretado pela cepa recombinante de L. lactis reduziu efetivamente a expressão de metaloproteinases da matriz (MMP-9) – uma chave crucial na invasão, metástase e regulação das vias de sinalização que controlam o crescimento, sobrevivência, invasão, inflamação e angiogênese das células tumorais. A razão para isso é que KiSS1 expresso em L. lactis ativa a via MAPK via sinalização GPR54, suprimindo a ligação de NFκB ao promotor de MMP-9 e, assim, regulando negativamente a expressão de MMP-9. Isso, por sua vez, reduz a taxa de sobrevivência, inibe a metástase e induz a dormência das células cancerígenas.
Além disso, foi demonstrado que o crescimento tumoral pode ser inibido pela própria cepa LAB devido à capacidade do LAB de produzir exopolissacarídeos. Este estudo mostra que L. lactisNZ9000 pode inibir a proliferação de HT-29 e induzir a apoptose celular por si só. O sucesso da construção desta cepa ajudou a inibir a migração e expansão das células cancerígenas, mostrando que as propriedades de secreção de L. lactis deste peptídeo em particular podem servir como uma nova ferramenta para a terapia do câncer no futuro.